# Bunofagea gracilipes
Bunofagea gracilipes is een hooiwagen uit de familie Zalmoxioidae. De wetenschappelijke naam van Bunofagea gracilipes gaat terug op Lawrence.